# Dunluce
Dunluce (irsky Dún Libhse neboli pevnost Libhse) je zřícenina velkého středověkého hradu na severním pobřeží Irska. Z hlediska politicko-administrativního rozdělení ostrova se tento objekt nachází na území severoirského hrabství Antrim ve Spojeném království. Zřícenina hradu Dunluce je registrována ve Spojeném království jako státem chráněná památka (Monument in State Care, resp. tzv. Scheduled monument - historická památka národního významu) pod registračním číslem C9048 4137. Dalším památkově chráněným objektem v lokalitě Dunluce jsou historické valy.

## Geografie
Hrad Dunluce se tyčí na čedičové skále na irském pobřeží v místech, kde se Severní průliv otevírá do Hebridského moře, potažmo do Atlantského oceánu. Zřícenina se nachází mezi přímořským lázeňským městečkem Portrush a obcí Portballintrae nedaleko cesty do Bushmills a k unikátní přírodní památce Giant's Causeway, která je zapsána na seznamu Světového dědictví UNESCO.

## Historie
Nejstarší objekty pocházely ze 13. století, kdy na tomto strategickém místě nechal zbudovat hrad Richard Óg de Burgh (1259 - 1326), 2. hrabě z Ulsteru, zvaný "Rudý hrabě".

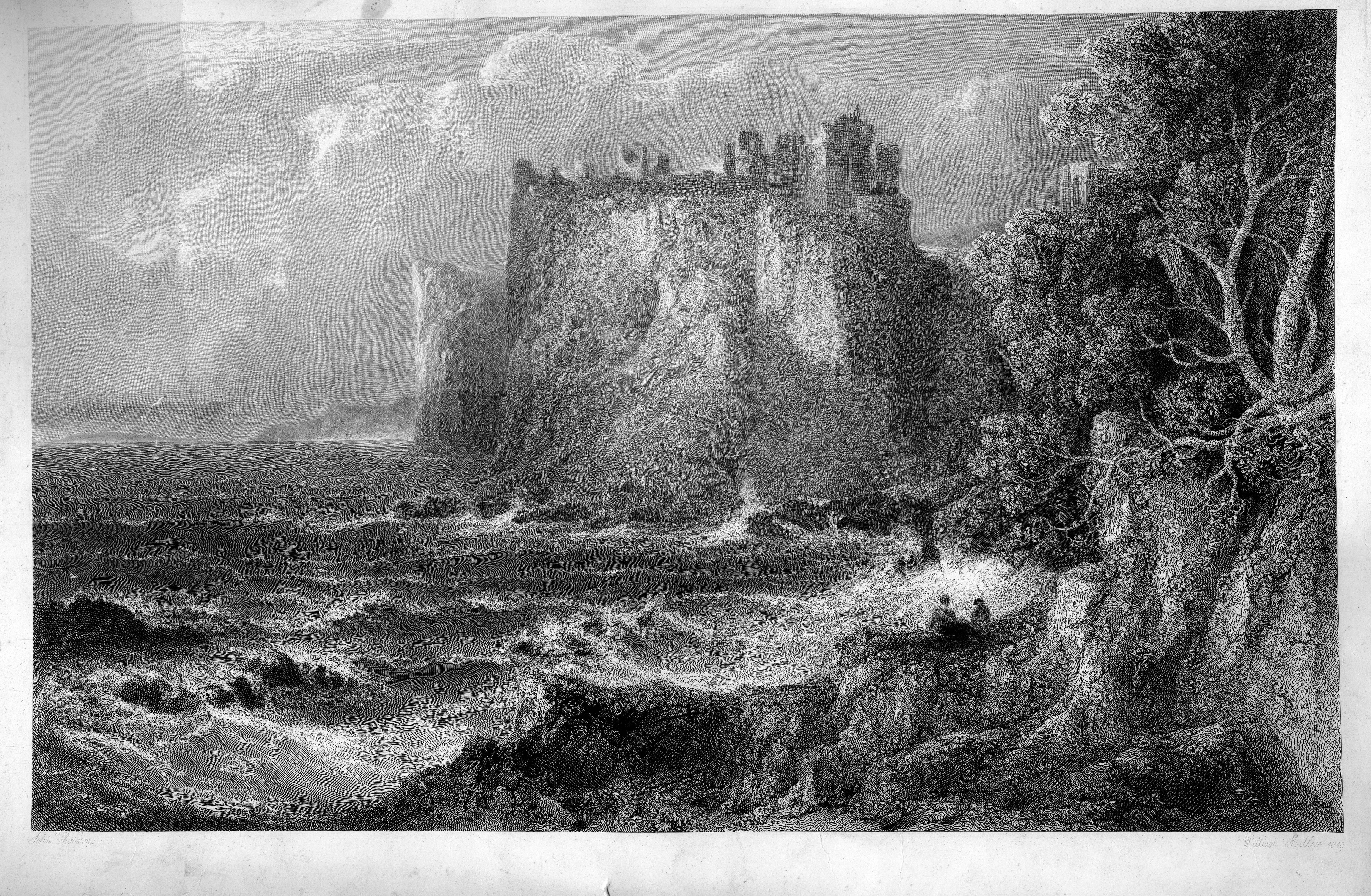
Dunluce na rytině Williama Millera z roku 1848

První konkrétní písemná zmínka je však až z roku 1513, kdy byl hrad v majetku místního šlechtického rodu MacQuillanů. Z té doby pocházejí dvě mohutné obranné věže o průměru cca 9 metrů.V polovině 16. století převzali vládu nad hradem představitelé klanů MacDonellů z Antrimu a skotského klanu MacDonaldů z Dunnyvegu. Skotsko-irský klanový vůdce Sorley Boy MacDonnell (irsky Somhairle Buidhe Mac Domhnaill, 1505 - 1590) nechal hrad přebudovat ve skotském stylu.
Během bloudění lodí z flotily španělské Armady v roce 1588 kolem skotského a irského pobřeží ztroskotala v bouři nedaleko hradu Dunluce galeona Girona. Španělská lodní děla byla instalována na hradbách Dunluce a výtěžek z prodeje lodního nákladu byl použit na opravy hradu.
Panství MacDonnellů v hrabství Antrim skončilo po bitvě na řece Boyne v roce 1690, během níž zvítězil Vilém III. Oranžský nad svrženým králem Jakubem II. Hrad je sice dosud ve vlastnictví rodu MacDonnellů, památka je však spravována prostřednictvím státních orgánů Severního Irska.

### Legenda o zřícení hradní kuchyně
Nejznámějším příběhem, tradovaným o historii hradu, je příběh o zřícení hradní kuchyně během bouřlivého večera roku 1639, v době, kdy byl pánem hradu vnuk Sorleye Boye MacDonella. Některé verze legendy uvádějí i podrobnosti o tom, že pád kuchyně do moře přežil jen kuchtík, který seděl v jediném uchovaném rohu této místnosti.Také se uvádí, že po této události majitelé hradu již nechtěli objekt dále obývat a užívat. Skutečností ovšem je, že pozůstatky kuchyně, včetně ohniště, lze dosud spatřit vedle hradního paláce. Existují však i důkazy o skutečném pádu části hradu do moře - v 18. století se takto zřítila severní stěna hradního paláce.

### Ztracené město Dunluce
Od roku 2011 probíhal v okolí hradu archeologický průzkum tzv. "ztraceného města Dunluce". Město, které nechal vybudovat kolem roku 1608 Randal MacDonnell, 1. hrabě z Antrimu, zaniklo po potlačení irského povstání v roce 1641. Jak potvrdily vykopávky, domy ve městě byly napojeny na centrální vodovodní síť a byly vybaveny vnitřními toaletami, což představovalo značný pokrok oproti tehdy běžné situaci v Evropě. Během archeologického průzkumu byly odkryty též objekty, pocházející z 15. století, kdy hrad Dunluce vlastnili MacQuillanové.

## Erby majitelů hradu

Rod de Bourgh
Klan MacDonaldů
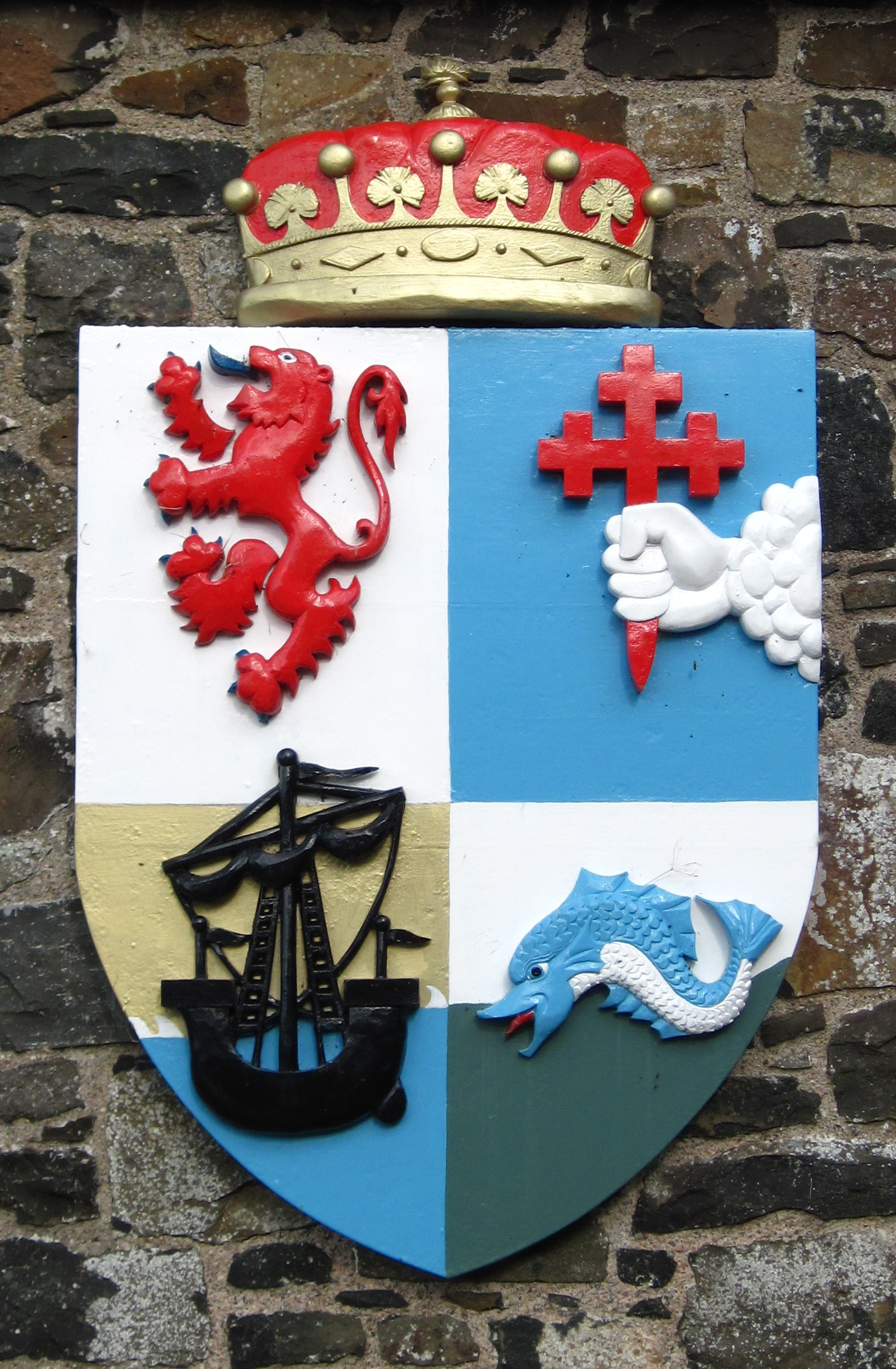
MacDonnellové z Antrimu